# Saint-Raphaël Var Handball
Il Saint-Raphaël Var Handball è una squadra di pallamano francese avente sede a Saint-Raphaël.

## Storia
Il club è stato fondato nel 1963 ed attualmente milita nella Division 1 del campionato francese. Disputa le proprie gare interne presso il Palais des sports Jean-François Krakowski di Saint-Raphaël il quale ha una capienza di 5.500 spettatori.